# Бабу (оцелот)

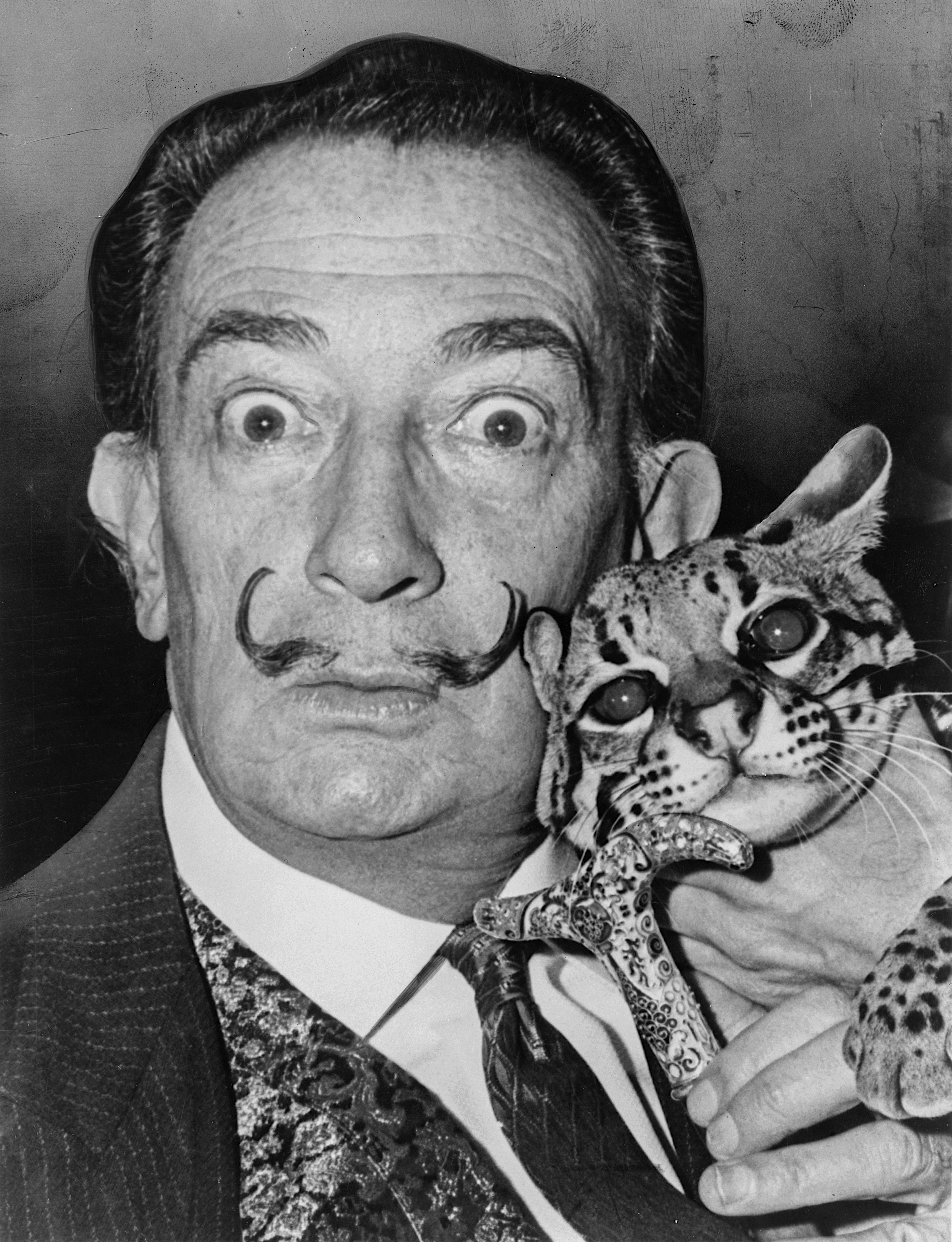
Сальвадор Далі (ліворуч) і Бабу (праворуч), 1965 рік

Бабу був оцелотом і частим супутником художника-сюрреаліста Сальвадора Далі в 1960-х роках. Любитель кішок Далі стверджував, що йому подарував тварину глава Колумбії. Дата смерті Бабу невідома.

## Життя з Далі
У 1960-х роках Бабу часто бачили з Далі, який стверджував, що йому подарував дикого оцелота глава держави Колумбія. Далі завжди був любителем кішок і цікавився екзотичними тваринами. Він насолоджувався візуальним каламбуром і іноді носив котячий візерунок або кольорове пальто, подорожуючи з Бабу.
У 1969 році його сфотографували, коли він виходив зі станції паризького метро з мурахоїдом на повідку.
Деякий час у 1960-х роках Бабу частіше супроводжував Далі. У ресторані на Манхеттені, незважаючи на те, що повідець Бабу був прив'язаний до столу, співрозмовниця була дуже стривожена, поки Далі не запевнив її, що Бабу був звичайним котом, «розмальованим у стилі оп-арт». Іншого разу, коли Бабу та Далі відвідували галерею в Парижі, Бабу «пошкодив» деякі цінні літографії 17-го століття. Далі стверджував, що зв'язок з ним може лише підвищити їх вартість, і дилер підвищив ціну на літографії на 50 %. Далі також погодився продати дилеру партію своїх літографій, щоб заспокоїти його.
У 1970 році Роберт Вернік повідомив у журналі Life, що Бабу мав молодшого супутника на ім'я Буба, якого один із помічників Далі привів до готелю Meurice на повідку, і йому стало погано через двері, що обертаються. Meurice був розкішним готелем у Парижі з 1815 року, де Далі був постійним гостем протягом 30 років у його найвідомішому — Королівському — номері, який був домом для короля Альфонсо XIII під час його вигнання з Іспанії.
Актор Карлос Лозано (друг Далі) писав у своїх мемуарах: «Я бачив, як оцелот усміхався лише один раз, у той день, коли він утік і відправив гостей у Меріс, що мчали, як щури, шукаючи прикриття».
Бабу також супроводжував Далі під час трансатлантичного переходу на кораблі SS France.

## Смерть і спадок
Що врешті-решт сталося з Бабу, невідомо.
В американському анімаційному ситкомі для дорослих  "Арчер" (2009–дотепер) одна з головних героїнь, Шеріл Тант, має домашнього улюбленця-оцелота на ім'я Бабу.